# سرتنگ دره‌ای
سرتنگ دره‌ای، روستایی از توابع  بخش هور شهرستان فاریاب در استان کرمان ایران است.

## جمعیت
این روستا در دهستان حور قرار دارد و براساس سرشماری مرکز آمار ایران در سال ۱۳۸۵، جمعیت آن ۵۷ نفر (۹خانوار) بوده‌است.